# Girolamo
Girolamo (mit dem Wortakzent auf der zweiten Silbe, Giròlamo) ist ein männlicher Vorname.

## Herkunft und Bedeutung
Er ist eine italienische Form des ursprünglich griechischen Namens Hieronymus, der „Heiliger Name“ bedeutet. Eine Variante des Namens ist Gerolamo.

## Namenstag
- 30. September (Gedenktag des hl. Hieronymus)

## Namensträger

### Form Girolamo
- Girolamo Abos (1715–1760), maltesischer Komponist der Neapolitanischen Schule
- Girolamo Accoramboni (1469–1537), italienischer Mediziner und Philosoph
- Girolamo Amati (Philologe) (1768–1834), italienischer klassischer Philologe, Epigraphiker, Paläograph und Handschriftenkundler
- Girolamo d’Andrea (1812–1868), italienischer Kardinal
- Girolamo Arnaldi (1929–2016), italienischer Mittelalterhistoriker
- Girolamo de Bardi oder de’ Bardi (1685–1761), italienischer Kardinal
- Girolamo Bargagli (1537–1586), italienischer Dichter und Jurist
- Girolamo Benivieni (1453–1542), italienischer Dichter
- Girolamo di Benvenuto (* um 1470; † um 1524), italienischer Maler
- Girolamo Benzoni (1519–1570), italienischer Reisender und Historiker
- Girolamo Bernerio (1540–1611), Kardinal der Römisch-Katholischen Kirche
- Girolamo Buonaparte (1784–1860), König von Westphalen
- Girolamo Casanate (1620–1700), italienischer Kardinal der Römischen Kirche
- Girolamo da Cremona (um 1451–1483), Buchillustrator, Schüler Andrea Mantegnas
- Girolamo Crescentini (1762–1846), italienischer Sänger und Komponist
- Girolamo Desideri (1635–~1700), italienischer Philosoph, Jurist, Mathematiker und Musiktheoretiker
- Girolamo Diruta (1561–nach 1610), italienischer Organist und Komponist
- Girolamo Fabrizio (1537–1619), italienischer Anatom; Begründer der modernen Embryologie
- Girolamo Faccini (1547–1614), italienischer Maler
- Girolamo Fracastoro (* um 1478; † 1553), italienischer Arzt und Dichter
- Girolamo Frescobaldi (1583–1643), italienischer Barockkomponist und Organist
- Girolamo Ghinucci (1480–1541), italienischer Geistlicher, Kardinal der römisch-katholischen Kirche
- Girolamo Giacobbi (1567–1629), italienischer Kantor, Kapellmeister und Komponist
- Girolamo Maria Gotti (1834–1916), italienischer Kurienkardinal
- Girolamo Graziani (1604–1675), italienischer Dichter am Hof der Este
- Girolamo Induno (1827–1890), italienischer Maler
- Girolamo Lucchesini (* 1751; † 1825), preußischer Diplomat und Vertrauter Friedrichs des Großen
- Girolamo Machiavelli (1415–1460), Florentiner Advokat und Politiker
- Girolamo Mango (1740–1809), italienischer Opernkomponist
- Girolamo Matteucci (* um 1544; † 1609), Bischof von Viterbo und Tuscania
- Girolamo Mercuriale (1530–1606), italienischer Arzt
- Girolamo Muziano (1528–1592), italienischer Maler
- Girolamo Nanni (Ende des 16. Jahrhunderts; nach 1642), italienischer Maler
- Girolamo del Pacchia (* 1477; † nach 1533), italienischer Maler
- Girolamo Pamphilj (1544–1610), italienischer Kardinal
- Girolamo Piatti, geboren in Ottavio (1548–1591), italienischer Jesuit
- Girolamo Prigione (1921–2016), italienischer Erzbischof
- Girolamo Priuli (1476–1547), venezianischer Kaufmann, Bankier und Chronist
- Girolamo Rainaldi (1570–1655), italienischer Architekt
- Girolamo Ramorino (1792–1849), italienischer General
- Girolamo Romanino (* zwischen 1484 und 1487; † nach 1562), italienischer Maler und Freskant der Hochrenaissance
- Girolamo Salieri (1794–1864), italienischer Klarinettenvirtuose und Komponist
- Girolamo Savonarola (1452–1498), italienischer Dominikaner und Bußprediger
- Girolamo Seripando (1493–1563), italienischer Theologe und Erzbischof
- Girolamo Simoncelli (1522–1605), italienischer Kardinal
- Girolamo da Treviso († 1544), venezianischer Maler und Bildhauer
- Girolamo Vittori (* 1549; 17. Jahrhundert), Schweizer Romanist und Lexikograf italienischer Herkunft
- Girolamo Zenti (* etwa 1609; † etwa 1666), italienischer Cembalo- und Orgelbauer

### Form Gerolamo
- Gerolamo Boccardo (1829–1904), italienischer Nationalökonom und Politiker
- Gerolamo Cardano (auch Geronimo oder Girolamo; lateinisch Hieronymus Cardanus; 1501–1576), Arzt, Philosoph und Mathematiker
- Gerolamo Cassar (* um 1520; † 1586–92), erster maltesischer Architekt
- Gerolamo Della Porta (* um 1470; † nach 1527), italienischer Bildhauer und Baumeister der Renaissance
- Gerolamo Forabosco (* um 1604; † 1679), italienischer Maler des Barock
- Paolo Gerolamo Piola (1666–1724), italienischer Maler und Freskant
- Gerolamo Priuli (1486–1567), von 1559 bis 1567 Doge von Venedig
- Gerolamo Quaglia (1902–1985), italienischer Ringer
- Gerolamo Querini (1468–1554) von 1524 bis 1554 Patriarch von Venedig
- Gerolamo Rovetta (1851–1910), italienischer Romanschriftsteller und Dramatiker
- Gerolamo Staffieri (1785–1837), Schweizer Stuckateur und Bildhauer